# أنطونيو أروي زاراوز
كان أنطونيو أرّوي زاراوز (1976-1903) سياسيًا إسبانيًا وناشطًا ثقافيًا باسكيًا. اتجه سياسيًا طوال حياته نحو النضال الكارلي، وقاد في خمسينات وستينات القرن الماضي فرع الحزب في مقاطعة غيبوثكوا بشكل غير رسمي، وشغل منصب القيادة التقليدية في المقاطعة منذ 1957 حتى 1959. خدم منذ 1967 حتى 1971 في الكورتيس (برلمان إسبانيا) المنتخب من ما يسمى تيرثيو فاميليار (وهي العوائل التي تشكل ثلث الكورتيس). ساهم في الثقافة الباسكية كمنظم وإداري غالبًا، خلال الحقبة الفرانكوية التي انخرطت بشكل خاص في الأكاديمية الملكية للغة الباسكية (أوسكالتزينديا). كانت مساهماته كعالم لغوي أو إثنوغرافي (واصف للأعراق البشرية) معتدلة، وذلك على الرغم من أنه برع كواحد من أفضل الخطباء باللغة الباسكية في عصره.

## الحرب الأهلية

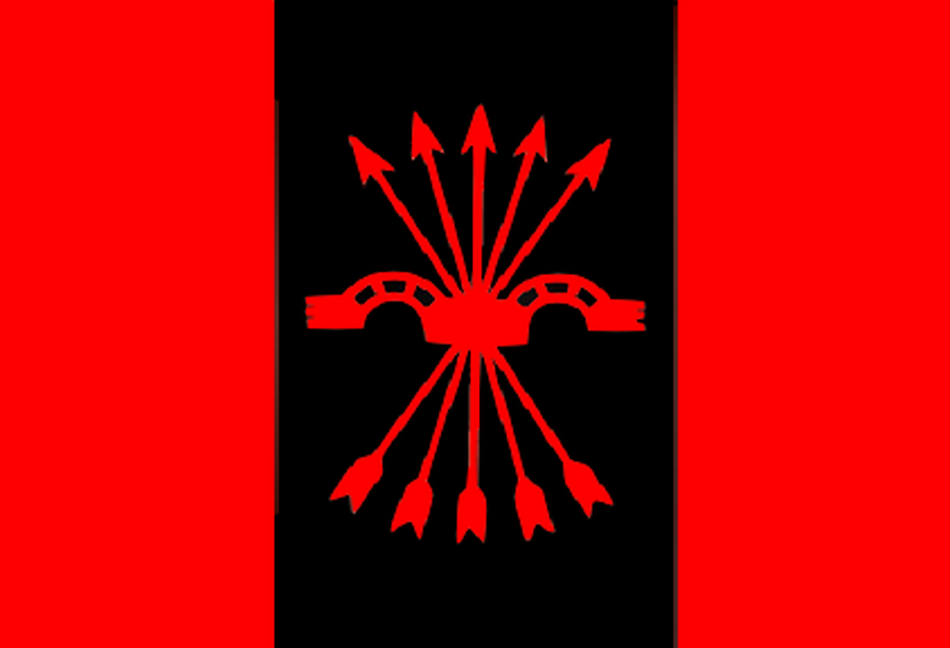
علم الكتائب الإسبانية لجمعيات الهجوم النقابي الوطني

لم يتضح ما إذا كان أرّوي قد ساهم في الحشد العسكري الكارلي أو في الاستعدادات السياسية لانقلاب يوليو 1936؛ إذ لم يقدم هو أو أي من المصادر التي رُجِع إليها أي معلومات ذات صلة. غاب عن الأنظار بمجرد أن اتضح فشل التمرد في غيبوثكوا، وعاد إلى الظهور عندما غزت القوات الكارلية المقاطعة. تحول مجلس المقاطعة إلى هيئة المقاطعة التقليدية في زمن الحرب، وهي مجلس الحرب الكارلي في غيبوثكوا، فاستأنف أرّوي واجباته كسكرتير لها. أصبح أرّوي رئيسًا بالنيابة لهذه الهيئة، في وقت ما في أواخر عام 1936 أو أوائل عام 1937، والتي وقع بالفعل على وثائقها لفبراير 1937 باسم «رئيس المهام».
أصيب أرّوي بخيبة أمل سريعة من الحكم العسكري في الجبهة القومية، وزاد قلقه بشكل خاص بشأن هيمنة الكتائب (الفلانخية) في غيبوثكوا وبشأن تصميمات النظام المركزية، والتي يُنظر إليها على أنها تهديد للتقليدية، والثقافة الباسكية والهوية الإقليمية. صوَّت مجلس الحرب الكارلي في غيبوثكوا، بقيادة أرّوي، علنًا ضد تكوين لجنة إدارة المقاطعات في أكتوبر 1936؛ مشيرًا بصراحة إلى وجود حربين: واحدة في الخنادق، وواحدة في أروقة السلطة. حاول أرّوي في أوائل عام 1937 تنسيق جهد مشترك بين المجالس العسكرية في نبرة، وغيبوثكوا وبسكاية، بهدف مكافحة الفلانخية وضمان عدم تدهور قوانين المقاطعات. وقع أرّوي على تعميم يحث كل كارلي في غيبوثكوا على الحفاظ على ولائه للاتحاد؛ وذلك بعد مواجهة التهديد المتزايد بدمج الكارلية داخل حزب الدولة الاحتكاري بعد أسبوع واحد فقط من صدور مرسوم التوحيد.
قرر أرّوي تجاهل فرانكو ببساطة، وذلك بعد أن أصدر الأخير مرسومًا بإلغاء جميع الأحزاب وتوحيدها داخل الكتائب الإسبانية التقليدية والجمعيات الدفاعية النقابية الوطنية. رافق أرّوي الوصي الكارلي الجديد دون خافيير عبر غيبوثكوا عندما دخل الأخير إسبانيا في منتصف مايو. شارك أرّوي في 19 مايو 1937 في أول لحظة من أكثر لحظتين عاطفيتين في حياته السياسية، وهي عندما أقسم دون خافيير ببلوط غرنيكا للموافقة على قوانين الباسك التقليدية وحمايتها. واجه هذا التعهد انتكاسة كبيرة عندما ألغى فرانكو، بعد غزو بسكاية، اتفاقية الباسك الاقتصادية بين المقاطعات في يونيو 1937. استمرت المواجهة بين الجيش والكارلية مع عودة دون خافيير إلى إسبانيا في نوفمبر، وعُيِّن أرّوي سكرتيره الشخصي، وذهب بجولة في الخطوط الأمامية، وقطع 4000 كم عبر منطقة إقليم الباسك، وقشتالة، وإكستريمادورا والأندلس. انتهت المغامرة بشكل مفاجئ في ديسمبر 1937 في غرناطة عندما واجه أرّوي أمرًا باعتقال عسكري. يعود الفضل إلى تدخل المتعاونين الكارليين بالسماح له بالوصول إلى سجن برغش بنفسه بدلًا من تقييد يديه من قبل الحرس المدني الإسباني. لا يوجد هناك معلومات حول المدة التي قضاها خلف القضبان، ولكن أُطلِق سراحه في النهاية، وعاد إلى أستياسو لقيادة معارضة كارلية لنشر الفلانخية في المقاطعة.

## الباسك: عالم نظري وممارس
كان أرّوي، وهو هاو ليس لديه خلفية مهنية في علم اللغة أو الإثنوغرافيا، في الصف الثاني من أولئك المساهمين علميًا في ثقافة الباسك. كانت أعماله، ومن ضمنها المقالات المنشورة في دوريات اللغة الباسكية والإسبانية، ومعظمها في صحيفة إيغان، مبعثرة بشكل فضفاض عبر العديد من التخصصات، مثل تاريخ أدب الباسك، وتاريخ لغويات الباسك، وقواعد اللغة الباسكية، وعلم اللهجات الباسكية، وتاريخ الحركة الاجتماعية الباسكية، وأنثروبولوجيا الباسك، ونظرية الشعر الباسكي المعاصر، وتاريخ الباسك، والمطبخ الباسكي والأدب الأجنبي. كانت مسألة الطموحات السياسية الباسكية، على الأقل في إسبانيا الفرانكوية، الوحيدة التي تجنبها، وتطرق أحيانًا إليها كجزء من التاريخ الكارلي فقط.
تضاءل دور أرّوي في التطور النظري للغة الباسك وثقافتها غالبًا أمام مساهمته العملية. رحبت به وسائل الإعلام والزملاء والباحثين الباسكيين منذ ثلاثينات القرن الماضي باعتباره صانع خطابات عظيم، فهو لم يكتف بنقل لغة الباسك المنطوقة من الحظائر إلى قاعات المؤتمرات، ولكنه نقلها أيضًا إلى إتقان بلاغي غير مسبوق. يعتبر أحد أفضل خطباء الباسك في عصره، واعتُرِف به لسلاسته وروح الدعابة والحيوية والسيولة إلى جانب أسلوبه العاطفي الشديد. تغطي مساهمته العملية في لغة الباسك المكتوبة، بصرف النظر عن المقالات العلمية، القصائد القصيرة أيضًا، وعادةً ما تكون مقتطفات كوميدية فكاهية مثل مدح خيريز شيري، والتي فازت في بعض الأحيان بجوائز خلال المسابقات المحلية.

## الباسك: القبول الاجتماعي والإرث
بقي أرّوي شخصية منسية حتى صدرت مجموعة من أعماله في عام 2008، وأثار بعض تساؤلات كل من وسائل الإعلام والتأريخ. تشير الأعمال المنشورة مؤخرًا إلى أن مساهمته في قضية الباسك مثيرة للجدل إلى حد كبير. لا يوجد شك في أن أرّوي عارض الطموحات الباسكية السياسية المستقلة، ودافع عن وحدة إسبانيا، واعتبر دائمًا الباسك جزءًا من الأمة السياسية الإسبانية. تتعلق وجهات النظر المختلفة بنواياه وتأثيره على ثقافة الباسك والتنمية الوطنية الباسكية.
ظهر أرّوي في بعض الدراسات على أنه «واحد منّا»، وأنه الباسكي الذي عَلِق في متاهة سياسية في عصره، والذي بذل قصارى جهده للترويج لثقافة الباسك على الخلفية العدائية للنظام الفرانكوي. يُنسب إليه الفضل غالبًا لدعمه كمنظم ومحامي وسياسي، وهو الشخص الذي أدلى بخطاب توحيدي حمى مؤسسات إقليم الباسك، ومكّن التنمية الثقافية التي شكلها وأدارها الآخرون.
يظهر أرّوي في بعض الدراسات على أنه «باحث باسكي داخل النظام»، وأنه الشخص الذي حاول استيعاب طموحات الباسك الثقافية داخل النظام الفرانكوي. يظهر أرّوي، انطلاقًا من هذا المنظور، إما كشخص كانت مساهمته مجرد نتيجة ثانوية لميوله السياسية الكارلية، أو شخصًا روج للقضية عن غير قصد، أو شخصًا استخدمه الباسكيون لتحقيق أهدافهم الثقافية والوطنية.
ظهر أرّوي في بعض الدراسات على أنه «لقيط أستياسو» سيء السمعة. راقب الأدب الباسكي وتمسك بأيديولوجية متخلفة، وفرض التحريفات المؤيدة للفرانكوية، وروج لرجال الدين، ورعى التدخلات المعجمية الإسبانية في إقليم الباسك، وعرقل الأشخاص المكروهين والمنشورات، وتلاعب بمسابقات البيرتسولاري من حيث الفائزين والاستقبال العام. أظهرت وجهة النظر هذه أرّوي بأنه لم يكن أقل من «مبعوث سياسي» فرانكوي مفوض إلى الأكاديمية الملكية للغة الباسكية، وأن نشاطه كان مؤذيًا للتنمية الوطنية الباسكية.